# Kertész Máté
Kertész Máté (becenév: The Cold Blooded) (Balassagyarmat, 1992. október 17. –) magyar MMA-harcművész. Jelenleg az Oktagon MMA szervezetben harcol, de korábban volt már harca a Bellator Budapesti gáláján is. 2022-es rekordja 13-4.

## Pályafutása

### Kezdetek
Máté 17 évesen kezdett el ökölvívni, aminek az egyik oka a Youtube videókból szerzett inspiráció volt. 1 év ökölvívás után a holland stílusú thai kickboxra tért át és azt azóta is űzi edzés szinten. 20 éves korában volt az első “MMA edzése”, belekezdett a brazil Jiu-jitsu tanulásba is. Profi versenyzésre az edzés iránti nagy szeretete is motiválta, saját elmondása szerint.

### Profi karrier
Első profi mérkőzése 2014. május 24-én volt, amit egyhangú pontozással meg is nyert László Máté ellen. Egy eredmény nélküli mérkőzés után két győzelem következett 2015-ben Varga Róbert és Munczber Gergő ellen. Mindkettejük ellen egyhangú pontozással nyert. A veretlen Máté 2017-ben a Bellator Budapesti gáláján kapott lehetőséget beugrós harcosként megmérettetni magát.

### A Bellator harc
A Bellator 177 Budapesten a Papp László Sportarénában került megrendezésre. Máté is lehetőséget kapott, hogy a gálán megmérettesse magát. Eredetileg Polgár Ádámmal küzdött volna, de végül Szombat Patrick ellen harcolt. A második menetben Máté földre vitte Patrickot és hamarosan Top mount pozícióba került. Onnan ütésekkel sikeresen befejezte a harcot, taktikai kiütéssel nyert. Egy Total Damage-nek adott interjújában elmesélte Máté, hogy mennyire jó volt ilyen nagy tömeg előtt szerepelni, főleg ilyen jól. Azt is elmondta, hogy mennyire profin volt szervezve a gála, szinte minden esemény és teendő percre pontosan volt leírva nekik.

### Oktagon MMA
Máté beugrós harcosként kapott lehetőséget az Okaton MMA-ban ami egy szlovák szervezet, 2018. május 26-án Lukas Pajtina ellen. A harcot az első menetben megnyerte. Egy hatalmas jobbkezes leütés után a földön ütésekkel fejezte be. Máté az egész harcban, azaz a menetben dominánsnak tűnt, magabiztos volt az álló harcban és ellenfele földre viteli kísérleteit is jól levédekezte.

#### Második harc
Következő harcának ellenfele közel 10 kilós súly mulasztása miatt elmaradt. Az ezután következő harca Kozma Dávid ellen volt, az akkori és jelenlegi (2018) 77 kilós súlycsoport bajnokával. 3 kiegyenlített menet után Kozma nyert pontozással. A tapasztalt harcos földreviteleivel tudott pár fontos pontot szerezni, amivel végül megnyerte a meccset.

#### Következő mérkőzése
Máté következő harca egy helyi Szlovák “sztárral” lesz  2019 márciusában Radovan Uskrt ellen, aki egy remek birkózó. Máté terve Radovan legyőzése után egy visszavágót kérni a bajnok Kozma ellen.

### Meccsekre való felkészülés
“84 kiló körül indítom a fogyasztást és 3-4 nap alatt szoktam ledobni ezt a súlyt.” - írta Máté mikor a fogyasztásról kérdezték. Ezek szerint nem csinál hatalmas fogyasztásokat.
A jelenlegi szervezetben (Oktagon MMA) a nagyobb általános vírusokra csinálnak teszteket.
Schildkraut Roland a fő és álló harc edzője Máténak. Vele a BSK crossfight és a Twinst gymben edzenek. Emellett Szabó Gyula a brazil jiu-jitsu edzője a Carlson gracie Hungary csapatánál. Wöller Gergő és a vasas birkózó csapat a birkózásban segít neki, Fónay Zsolt pedig a Judo edző. Mindezek mellett Máté elmondta, hogy a sok profi szintű sparring partner is sokat segít a meccsekre való felkészülésben.